# Freya demarcata
Freya demarcata là một loài nhện trong họ Salticidae.
Loài này thuộc chi Freya. Freya demarcata được Ralph Vary Chamberlin & Wilton Ivie miêu tả năm 1936.